# Roland Wilson
Roland Wilson (* 1951) ist ein britischer Zinkenist, Dirigent und Instrumentenbauer.

## Leben
Roland Wilson studierte Trompete am Royal College of Music in London und später am Königlichen Konservatorium in Den Haag.
1976 gründete er das Ensemble Musica Fiata und 1992 La Capella Ducale.
Auf dem Heinrich Schütz Musikfest (HSMF) 2023 wurde am 14. Oktober 2023 in Dresden die Oper Dafne von Heinrich Schütz in einer rekonstruierten Fassung von Roland Wilson 396 Jahre nach ihrer Uraufführung in Torgau wieder aufgeführt. Ausführende waren die La Capella Ducale (Chor) und das Ensemble Musica Fiata (Instrumente) unter der Leitung von Roland Wilson. Die halbszenische Aufführung erfolgte mit den Gesangssolisten Tobias Hunger (Apollo), Dorothea Wagner (Dafne), Constanze Backes (Venus) und Juliane Schubert (Cupido).
Weiterhin betätigt sich Wilson wissenschaftlich im Bereich der historisch informierten Aufführungspraxis und baut Rekonstruktionen historischer Zinken.

## Diskographie (Auswahl)
- Johann Joseph Fux: Kaiserrequiem, Deutsche Harmonia Mundi 88697959972
- Giovanni Valentini: Musiche Concertate 1619, CPO 777535-2
- Claudio Monteverdi: Vespro della beate Vergine 1610, Pan Classics PC 10240
- Heinrich Schütz: Symphoniae Sacrae I, Deutsche Harmonia Mundi 8869754182
- Antonio Vivaldi: Vespro per La vergine, Deutsche Harmonia Mundi 88697318702
- Dieterich Buxtehude: Eine Lübecker Abendmusik, CPO 777 318 2
- Johann Philipp Förtsch: Sacred Concertos, CPO 777 318 2
- Samuel Scheidt: The Great Sacred Concertos, CPO 777 145 2
- Heinrich Ignaz Franz Biber: Vespro della Beata Vergine, Sony Classical 82876709322
- Samuel Scheidt: Ludi Musici I, II, III, IV, CPO 7770312
- Johann Pachelbel: Easter Cantatas, CPO 999 916-2